# Anairetes fernandezianus
Tourinho-de-joão-fernandes ou chifrudo-das-juan-fernández (Anairetes fernandezianus) é uma espécie de ave da família Tyrannidae.
É endémica do Chile.
Os seus habitats naturais são: florestas subtropicais ou tropicais húmidas de baixa altitude, jardins rurais e áreas urbanas.
Está ameaçada por perda de habitat.